# China illustrata
China illustrata est un livre de large format (237 pages) publié par Athanasius Kircher, à Amsterdam en 1667. Écrit en latin et aussitôt traduit et publié en langues vulgaires (néerlandais en 1668, anglais en 1669, français en 1670) cette somme des connaissances de l’époque sur la Chine, le Tibet et l’Extrême-Orient (avec de nombreuses illustrations) eut un succès considérable et est à l’origine de la sinologie moderne.

## Description
Le titre exact et complet du livre est : ‘Athanasii Kircheri e Soc. Jesu China monumentis, qua sacris qua profanis, nec non variis Naturae et artis spectaculis, aliarumque rerum memorabilium argumentis illustrata, auspiciis Leopoldi primi, Roman. Imper. Semper augusti Munificentissimi Mecaenatis.’.  De très large format, ce livre de 237 pages est publié à Amsterdam en 1667, d’abord par  l’imprimeur Johannes Jansson van Waesberg, ensuite par Jacob Meurs.
L’imprimatur est accordé le 14 novembre 1664 par Giovanni Paolo Oliva, supérieur général de la Compagnie de Jésus, auquel l’œuvre est dédiée (par Athanasius Kircher).

## Contenu

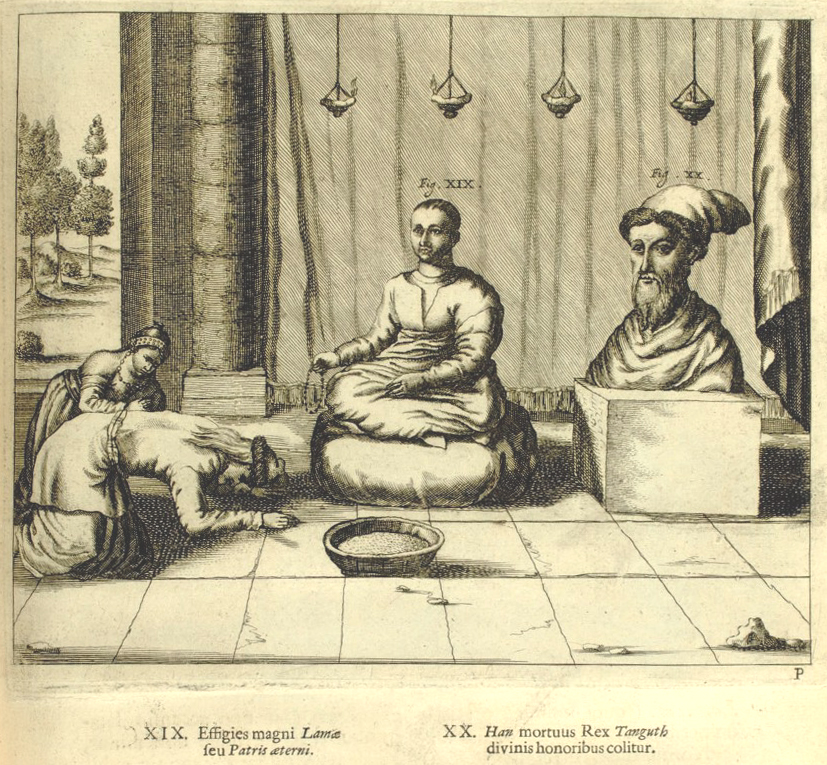
Le « Grand Lama ou Père éternel » (Lobsang Gyatso, 5e dalaï-lama), et à son côté, une statue à l'effigie de Güshi Khan, Khan mongol qui le plaça au pouvoir. Gravure de China illustrata d'Athanasius Kircher (Amsterdam, 1667), d'après un dessin de Johann Grueber.

Le livre est divisé en six parties. Chacune est abondamment illustrée de dessins et gravures. Kircher porte un intérêt tout particulier aux langues orientales et leurs caractères écrits (présentés avec illustrations), tentant des rapprochements avec les hiéroglyphes égyptiens qui sont un de ses sujets d'études préférés:
- Préface : Kircher reconnaît que cette somme de connaissance est possible grâce aux rapports qu’il a reçus de collègues, missionnaires jésuites en Extrême-Orient. Il cite le nom du géographe Martino Martini. Également Philippe Marino, Heinrich Roth, Johann Grueber, et Michel Boym, qui sont venus à Rome respectivement du Japon, de Mogor et de Chine.

- Pars I (42 pages) : À propos d’un très ancien monument syrien-chrétien plus que millénaire découvert en Chine. Déchiffrement et interprétations des textes que l’on peut y lire.

- Pars II (78 pages) : Pour quelles raisons, par qui et suivant quelles routes le message du Saint Évangile est parvenu à diverses époques, dans les régions les plus reculées de l’Orient, Chine, Inde, Tartarie et autres régions d’Asie. Saint Thomas l’apôtre, le prêtre Jean, la recherche de Cathay, les observations de Dorville et Grueber, le royaume de Mogor, l’introduction du Christianisme en Tartarie, Cathay et Chine, la correction du calendrier chinois par les missionnaires (Matteo Ricci et Adam Schall), livres de doctrine chrétienne écrits (en chinois) pour leur conversion.

- Pars III (38 pages): L’idolâtrie qui, venant de l’Ouest, s’est répandue en Perse, et Inde et plus tard en Tartarie, Chine et Japon. Étude comparative des idolâtries, les institutions brahmaniques avec les dix incarnations de Dieu, la langue sanskrite (contribution de Heinrich Roth).

- Pars IV (44 pages) : Géographie, nature (minéraux, faune et flore), coutumes, art, et organisation politique en Chine.

- Pars V (11 pages): Architecture et arts mécaniques en Chine. La Grande Muraille.

- Pars VI (12 pages): Littérature en Chine. Hiéroglyphes chinois : origine, explication et comparaison avec les hiéroglyphes égyptiens.

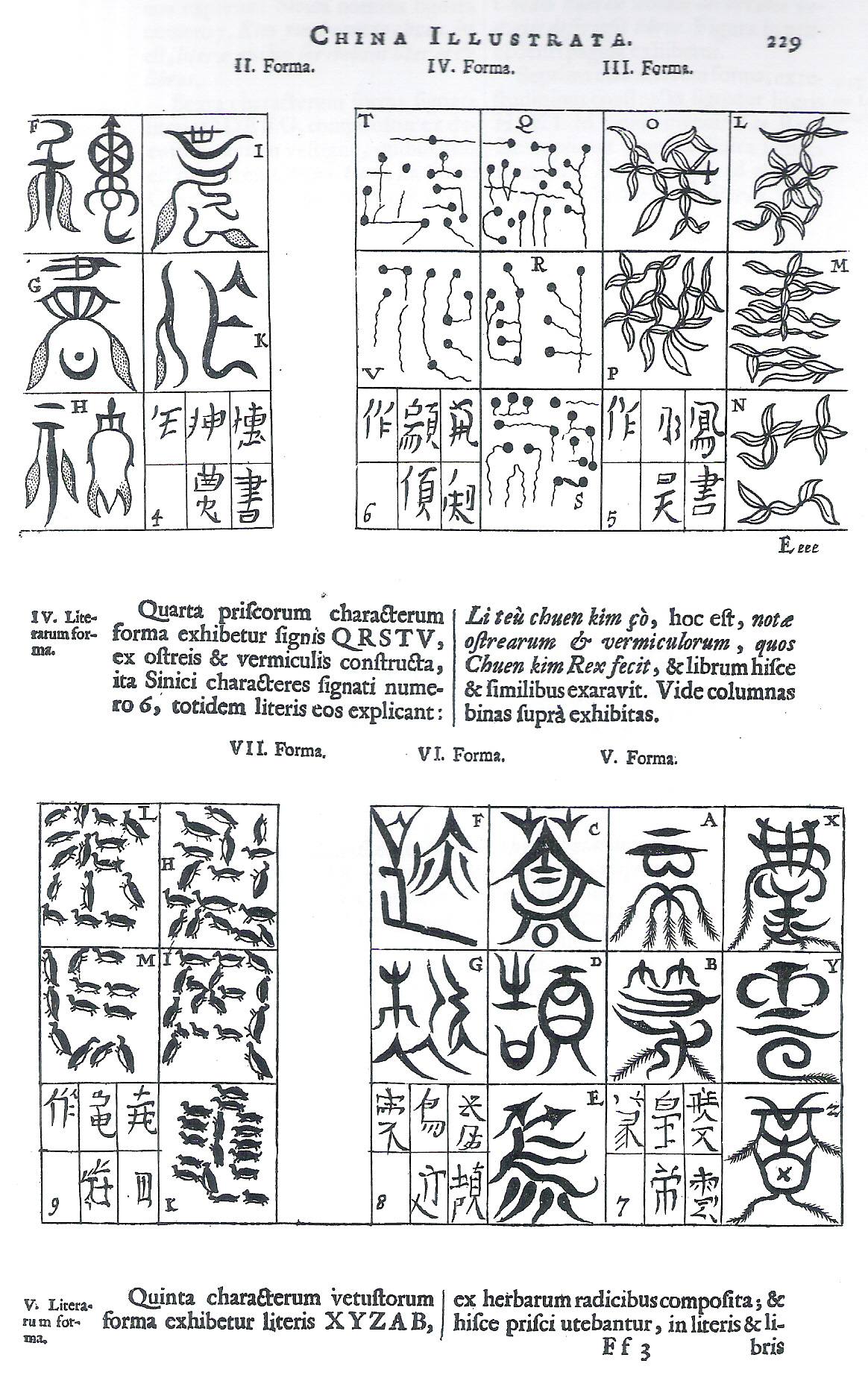
Tentative d'explication de caractères chinois

## Appréciation

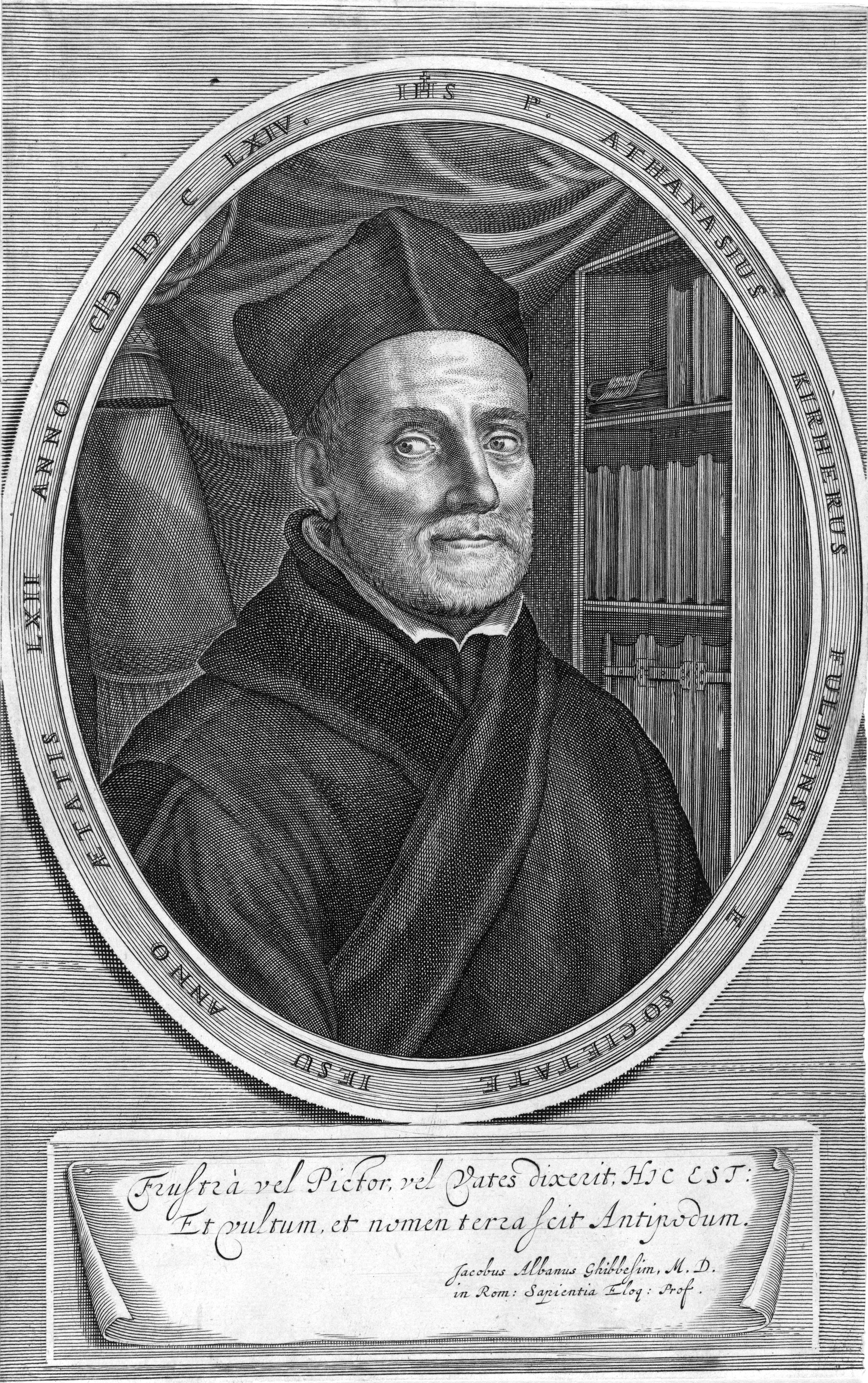
Portrait d'Athanasius Kircher, attribué à Cornelius Bloemaert

China Illustrata contient la première description de Lhassa (avec gravure et description détaillée du palais du Potala), et du Tibet central, faite par Dorville et Grueber. Pour la première fois le royaume du Népal est mentionné dans une publication européenne. 
Pour la première fois également une illustration est donnée des caractères devanagari en usage dans l’Inde du Nord (avec, à titre d’exemple, une translittération de Pater Noster et Ave Maria en sanskrit).
Ce compendium des connaissances européennes sur l’Extrême-Orient (et en particulier la Chine) n’est pas sans erreurs. Mais c’est un premier essai de description scientifique de la Chine. China illustrata eut une influence considérable sur la conception que l’on se faisait de la Chine en Europe à la fin du XVIIe siècle. L’œuvre d’Athanasius Kircher reste très longtemps un ouvrage de référence sur la Chine et l’Extrême-Orient.

## Référence
- 1667 China monumentis qua sacris qua profanis, nec non variis naturae et artis spectaculis, aliarumque rerum memorabilium argumentis illustrata sur Gallica
- China monumentis illustrata. Sur l'Extrême-Orient. Trad. fr. par F.S. d'Alquié, Amsterdam 1670 ;

En 1979, ls Bibliotheca Himalayica (éd.: H.K. Kuloy), a publié en facsimilé le livre China illustrata de Athanasius Kircher: série I, vol. 24, (Ratna Pustak Bhandar, Kathmandu, Nepal).